# جون دبليو. غرانت
جون دبليو. غرانت (بالإنجليزية: John W. Grant)‏ هو تاجر أمريكي، ولد في 26 يوليو 1867، وتوفي في 8 مارس 1938.